# Xerophaeus ahenus
Xerophaeus ahenus är en spindelart som beskrevs av William Frederick Purcell 1908. Xerophaeus ahenus ingår i släktet Xerophaeus och familjen plattbuksspindlar. Inga underarter finns listade i Catalogue of Life.